# Загальна енциклопедія науки і мистецтва

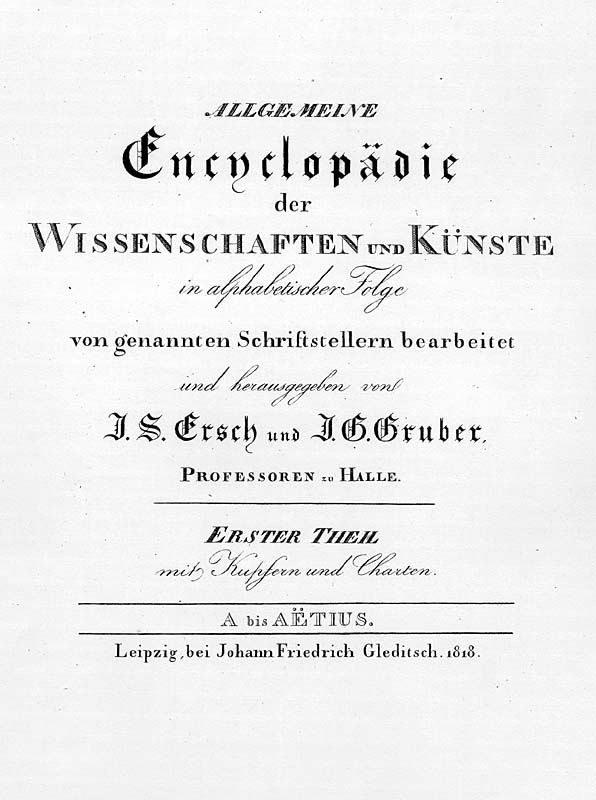
Титульний лист першого тому енциклопедії

Загальна енциклопедія науки і мистецтва (нім. Allgemeine Encyclopädie der Wissenschaften und Künste), частіше звана по іменах засновників Енциклопедія Ерша і Грубера — універсальна енциклопедія на  німецькій мові, що видавалася в Лейпцигу в 1818—1889 рр. Засновниками енциклопедії були професори  Університету Галле Йоганн Самуель Ерш і Йоганн Готфрід Грубер, випуск розпочала видавнича фірма «І. Ф. Гледич». З 1831 року енциклопедію випускав  видавничий дім «Ф. О. Брокгауз».
План енциклопедії був складений Ершем в 1813 році і відкладений через Наполеонівські війни; ще одним співредактором повинен був стати Готліб Гуфеланд, чому завадила його несподівана смерть у 1817 році. Ерш і Грубер очолювали проект удвох до смерті Ерша в 1828 р. (перші 17 томів), потім Грубер одноосібно редагував томи 18-54 (до своєї смерті в 1851 р).
Передбачалося випустити енциклопедію у трьох серіях: перша — з букви A до G, друга — з H до N, третя — з O до Z. Перша серія склала 99 томів (і один том-додаток з таблицями) і була до 1882 року завершена. Друга серія була розпочата в 1827 р. і до 1889 р. доведена до середини літери L (слово Ligatur), вийшло 43 томи. Третю серію було розпочато в 1830 р. і до 1850 р. доведено до слова Phyxius, вийшло 25 томів. В цілому вийшло, таким чином, 167 томів з текстами статей, всього близько 79000 сторінок. Одна тільки стаття Griechenland (Греція) зайняла 3668 сторінок, тобто повністю томи 80-87 першої серії; при цьому стаття про Велику Британію займала 700 сторінок, а стаття про Індію (написана  Т. Бенфеєм) — всього 356.
На посаді редактора першої секції Грубера змінили Моріц Герман Едуард Мейєр (томи 55-61) і Герман Брокгауз (томи 62-99). Мейєр також редагував всі томи третьої серії (з них перші 16 — спільно з  Людвігом Кемцем). Редакторами другої серії стали в 1827 р. Георг Гассель і  Вільгельм Мюллер, однак Мюллер помер в тому ж році, і з третього тома його замінив Андреас Готтліб Хофман, томи 8-31 він редагував одноосібно; нарешті, редактором томів 32-43 був Август Лєскін.
Дослідник енциклопедій  Р. Коллісон називає Енциклопедію Ерша і Грубера «найбільшим західним енциклопедичним проектом всіх часів».

#### Ресурси Інтернету
- Статті у надрукованих томах [Архівовано 24 грудня 2018 у Wayback Machine.]
- Оцифровані тома [Архівовано 21 квітня 2021 у Wayback Machine.]